# Człowiek z Wysokiego Zamku (album)

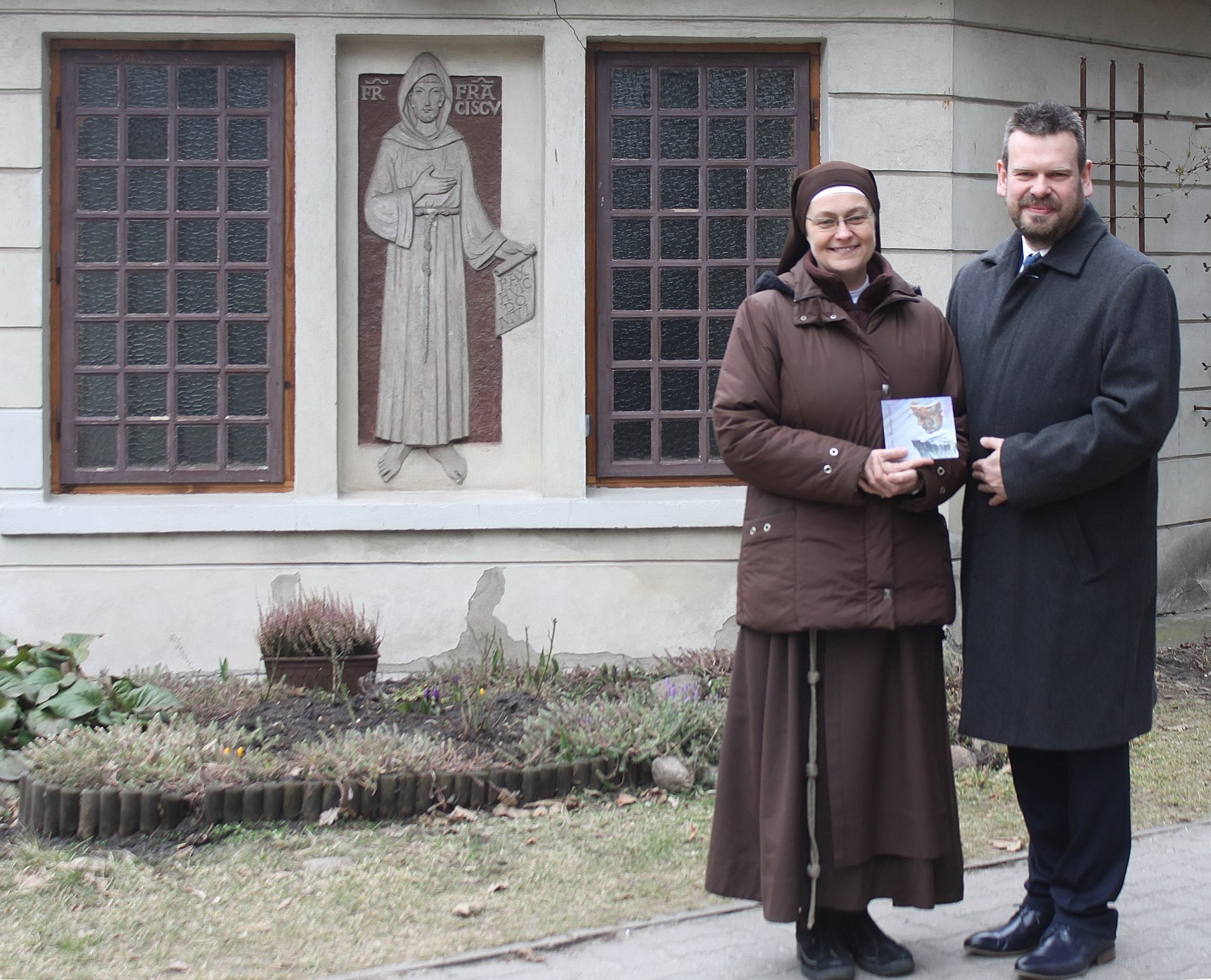
Jarosław Pijarowski przekazuje płytę Towarzystwu Opieki nad Ociemniałymi w Laskach k/Warszawy

Człowiek z Wysokiego Zamku – album studyjny, nagrany w składzie: Jarosław Pijarowski, Józef Skrzek, Władysław Komendarek oraz gościnnie Jorgos Skolias wydany w 2013 roku. Album zarejestrowano w latach 2012–2013 w studiach nagraniowych w Warszawie, Bydgoszczy, Krakowie oraz Sochaczewie. Zmiksowany został w London Entertainment Studio przez J. Pijarowskiego i zremasterowany przez M. Wolniewicza.

## Geneza
Całość oparta jest na wierszu J. Pijarowskiego zatytułowanym: „Człowiek z Wysokiego Zamku”. Z inicjatywy autora artyści nagrali kilkanaście utworów z których wybrano dwa najbardziej charakterystyczne dla twórców i jednocześnie reprezentatywnych dla klimatu całości.

## Idea albumu
Cały nakład płyty kompaktowej został przekazany Towarzystwu Opieki nad Ociemniałymi w Laskach k. Warszawy jako album charytatywny (artyści w całości zrzekli się honorariów).

## Premiera
Premiera płyty miała miejsce 06.12.2013 w dniu tradycyjnego święta św. Mikołaja.

## Lista utworów
1. „Człowiek z Wysokiego Zamku” – część 1 (vinyl edition) – 20:23
2. „Człowiek z Wysokiego Zamku” – część 2 – 20:04

## Skład
- Józef Skrzek
- Władysław Komendarek
- Jarosław Pijarowski

### Gościnnie
- Jerzy „Jorgos” Skolias

## Informacje dodatkowe
- Na okładce został zamieszczony obraz olejny specjalnie namalowany dla potrzeb tego wydawnictwa przez artystę plastyka Andrzeja Wrońskiego.
- – informacja na temat premiery płyty na oficjalnej stronie miasta Sochaczew
- Tekst „Człowiek z Wysokiego Zamku” – został opublikowany w książce OFF – Życie bez dotacji wydanej w 2015 r.